# Ocrepeira jamora
Ocrepeira jamora är en spindelart som beskrevs av Claude Lévi 1993. Ocrepeira jamora ingår i släktet Ocrepeira och familjen hjulspindlar.
Artens utbredningsområde är Ecuador. Inga underarter finns listade i Catalogue of Life.